# Hédel
Hédel (1886-ig Hjadel, szlovákul: Hiadeľ) község Szlovákiában, a Besztercebányai kerületben, a Besztercebányai járásban.

## Fekvése
Besztercebányától 20 km-re északkeletre fekszik.

## Története
A települést a 14. század második felében alapították, a zólyomlipcsei váruradalom része volt. 1424-ben „Hedel” alakban említik először. A középkorban határában ezüstöt bányásztak. 1455-ben „Hedewl”, „Hedellehota”, 1563-ban „Hodlerdorf”, 1622-ben „Hodlergrund”, 1656-ban „Hiadel” néven szerepel az írott forrásokban. A 17. század végéig lakói mezőgazdasággal, állattartással foglalkoztak, a 18. századtól Gömör, Bars és Felső-Garammente üzemeiben dolgoztak.
A 18. század végén Vályi András így ír róla: „HIADEL. Tót falu Zólyom Várm. földes Ura a’ Liptsei Bányászi Kamara, lakosai katolikusok, fekszik Zólyomhoz 1 2/4 mértföldnyire, holott esik piatzozása, Mostenitzának filiája, legelője elég, fája tűzre, és épűletre van, határja hegyes, köves, és nehezen miveltetik, ’s a’ záporok is járják.”
1828-ban 77 házában 584 lakos élt. A 19. század elején vasércet bányásztak itt.
Fényes Elek 1851-ben kiadott geográfiai szótárában így ír a faluról: „Hiadel, tót falu, Zólyom vmegyében, hegyek közt keskeny völgyben, ut. p. Beszterczebánya. Határa 1955 hold, mellyből 168 h. szántó és rét, 1787 hold erdő. Majorsági birtok szántó nincs. Lakja 610 kath., kik jobbára favágó napszámosok. Van patakja, savanyuviz forrása, Hradiste dombon egy régi vár nyomdoka, s elhagyatott bányaürege. A magas Prassiva hegynek egy része ide tartozik, melly különnemü füveiről ismeretes. Birja a kamara.”
A 20. század elején lakói favágásból, fuvarozásból, idénymunkákból éltek. A trianoni diktátumig területe Zólyom vármegye Besztercebányai járásához tartozott.
Lakói részt vettek a szlovák nemzeti felkelésben, itt volt a Jegorov partizáncsoport központja. 1944 októberében Hédel felett a hegyekben épült meg a partizánok egyik fő támaszpontja. Novemberben már mintegy 60 partizán állomásozott itt.

## Népessége
| Év:            | 1994. | 2004.   | 2014.   | 2024.   |
| -------------- | ----- | ------- | ------- | ------- |
| Emberek száma: | 576   | 534     | 521     | 490     |
| Eltérés:       |       | -7,29 % | -2,43 % | -5,95 % |

| Év:            | 2023. | 2024.   |
| -------------- | ----- | ------- |
| Emberek száma: | 507   | 490     |
| Eltérés:       |       | -3,35 % |

1910-ben 756, túlnyomórészt szlovák lakosa volt.
2001-ben 559 lakosából 555 szlovák volt.
2011-ben 522 lakosából 497 szlovák.

## Nevezetességei
- A templom 1847 és 1856 között épült.
- Az iskolaépület a 20. század elején épült, egykor partizánközpont volt. Erre emlékeztet a rajta 1959-ben elhelyezett emléktábla is.
- A hédeli völgy partizánsírjai.

## Külső hivatkozások
- Községinfó
- Hédel Szlovákia térképén
- Travelatlas.sk
- E-obce.sk